# 安源路矿工人俱乐部

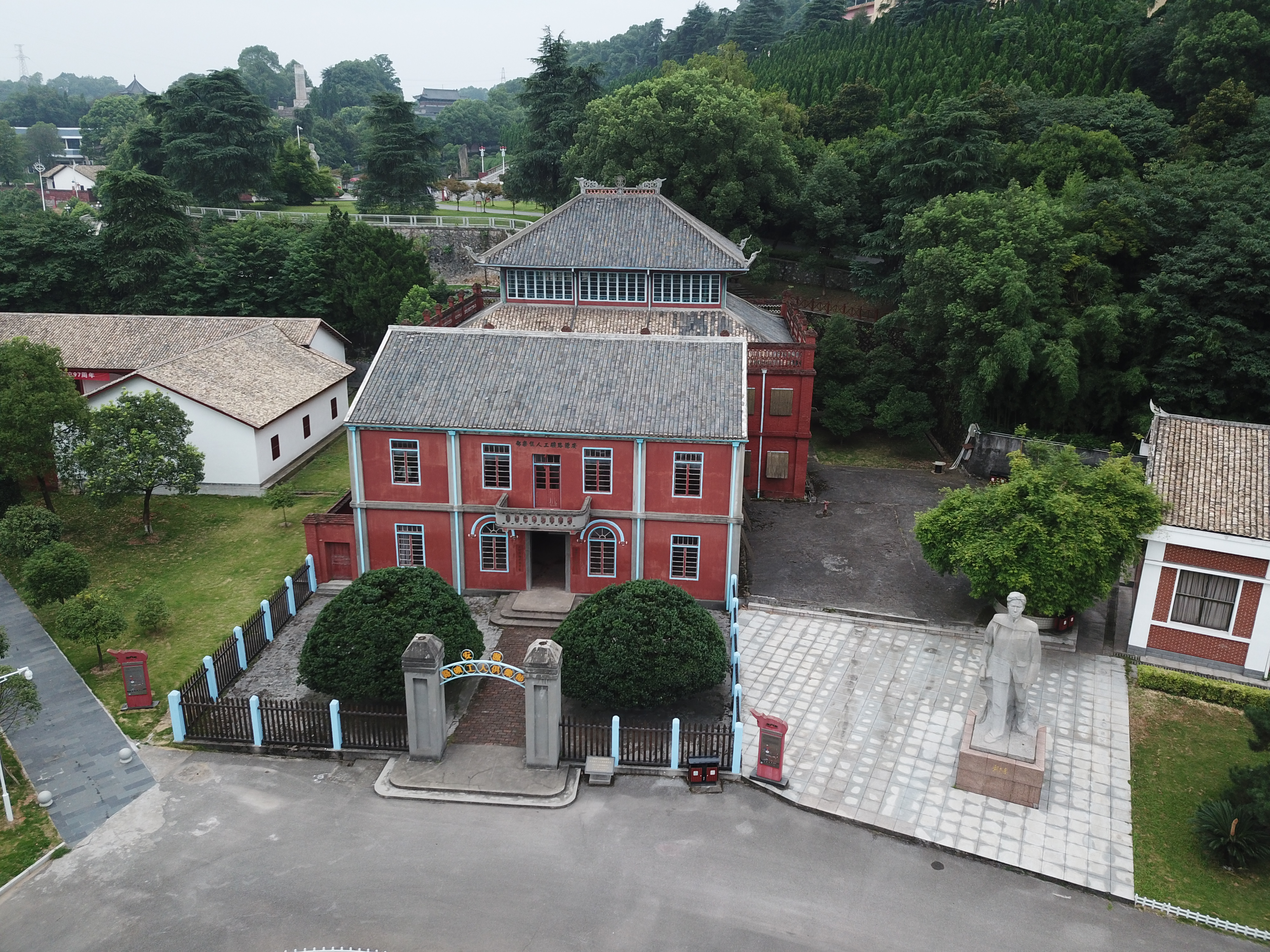
安源路矿工人俱乐部旧址

安源路矿工人俱乐部，1922年5月1日成立，是江西安源煤矿和株萍铁路工人最早的工会组织。

## 概述
中国共产党第一次全国代表大会后，毛泽东回到湖南任中共湘区委员会书记和中国劳动组合书记部湖南分部主任，开始布局安源工人活动。1922年1月，中共湘区委员会派李立三等到安源创办工人夜校，通过夜校培养了一批工人积极分子，并建立了中国共产党支部。在此基础上，成立安源路矿工人俱乐部，开始有会员300人，后来发展到700多人。俱乐部选举李立三为主任，朱少连为副主任，蒋先方为秘书。
同年9月，在毛泽东、李立三、刘少奇等领导下，俱乐部发动了安源路矿大罢工，取得了完全胜利。罢工胜利后，会员发展到13000人，进一步严密了组织，工人夜校和消费合作社也有了很大发展。俱乐部还积极支援了各地工人斗争，而安源路矿工人俱乐部是当时中国最坚强的工会组织之一。1923年二七惨案后，全国工人运动暂时转入低潮，除广东以外，各地工会都遭封闭，只有安源路矿工人俱乐部还能公开存在。
1923年秋，在刘少奇的主持下，俱乐部新楼动工，并于次年五一劳动节之前竣工。。
1925年9月，路矿当局勾结军阀李鸿程屠杀了俱乐部副主任黄静源等数十人，封闭了俱乐部。

## 相关
- 安源路矿工人俱乐部之歌
- 安源路矿工人运动纪念馆